# Aretas III.

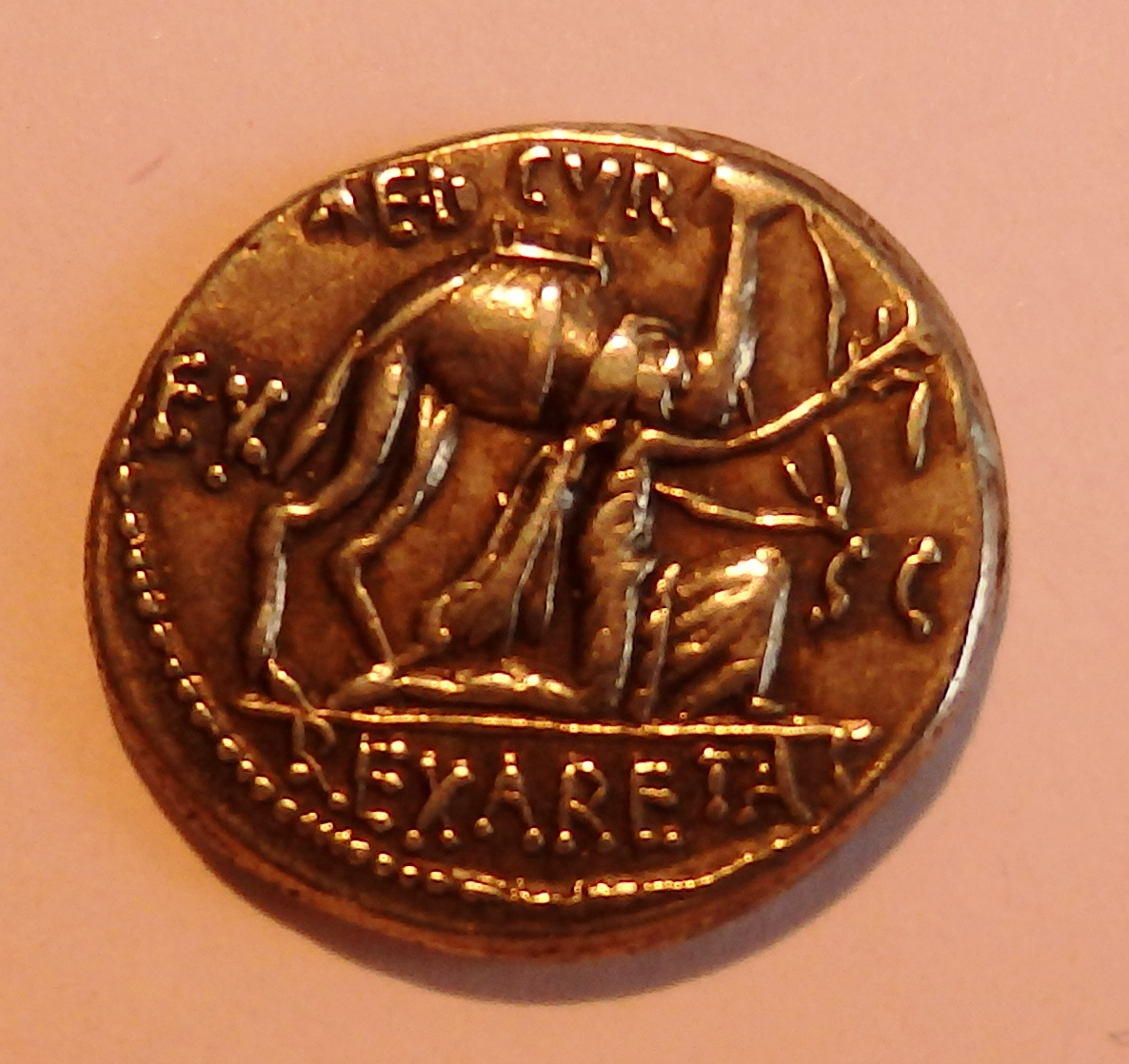
Aretas III. auf einem römischen Denar mit Unterwerfungsgeste, 58 v. Chr., Albert 1343

Aretas III. Philhellenos (Harithath) war von 87 bis 62 v. Chr. König der Nabatäer. Er regierte als Nachfolger seines Vaters Obodas I.
Nachdem Aretas 87 v. Chr. König wurde, eroberte er insbesondere auf Kosten des Seleukidenkönigs Antiochos XII. das nördliche Gebiet des heutigen Jordanien und den Süden Syriens (Koilesyrien). Ein Gegenfeldzug des Seleukiden scheiterte 84 v. Chr., er kam in einer Schlacht ums Leben. Aretas konnte seine Herrschaft 85 v. Chr. bis nach Damaskus ausbreiten. Dem antiken Historiker Flavius Josephus zufolge wurde er von den Damaszenern selbst ins Land geholt, da diese mit der Herrschaft des Ptolemaeus Mennaei unzufrieden waren. Dadurch kontrollierten die Nabatäer die Handelsroute vom Mittelmeer bis Indien und den Mittleren Osten. Im Süden reichte sein Gebiet bis ins heutige Saudi-Arabien. Später (vermutlich 72 v. Chr.) entzog sich Damaskus seiner Kontrolle wieder, um schließlich 66 v. Chr. von den Römern erobert zu werden. In dieser Zeit fiel er immer wieder in Syrien ein und verwüstete es. Da die Römer das Land jedoch als ihr Protektorat ansahen, schlugen sie Aretas in einer Schlacht, ohne dass dies den Konflikt beendet hätte.
Bereits zuvor war Aretas III. gegen Israel ins Feld gezogen und hatte Alexander Jannäus bei Addida geschlagen, war jedoch nach einem Vertrag wieder umgekehrt. Im jüdischen Thronstreit der 60er Jahre unterstützte er auf Vermittlung durch Antipatros den Prätendenten Johannes Hyrkanos II., dessen Situation bereits denkbar schlecht war und der sogar aus dem Land fliehen musste. Aretas schlug nun dessen Bruder und Konkurrenten Aristobulos II. mit einem Heer von angeblich 50.000 Reitern sowie zahlreichen Fußsoldaten in einer Schlacht. Als Gegenleistung für diese militärischen Dienste erhielt er die Stadt Madaba. Als sich der Besiegte daraufhin nach Jerusalem zurückzog, belagerte Aretas die Stadt 65 v. Chr. Dennoch konnte Aristobulos mit Hilfe der Römer den jüdischen Thron besteigen, worauf Rom den Nabatäerkönig aufforderte, sich aus Jerusalem zurückzuziehen. Obwohl Aretas III. auf die Forderung einging, verfolgte Aristobulos ihn und überfiel seine Armee bei Papyron. Schließlich marschierte Marcus Aemilius Scaurus, von Hyrkanos in diesem schwierigen Gelände mit Getreide versorgt, im Jahr 62 v. Chr. in Richtung Petra, nachdem Pompeius dieses Unternehmen im Jahr zuvor aufgrund anderer Verpflichtungen nicht zu Ende hatte führen können. Mit 400 Talenten (10 t) Silber (nach anderen Angaben 300 Talenten) und der Anerkennung der römischen Oberhoheit konnte Aretas ihn zur Umkehr bewegen. Durch diese Anerkennung verloren die Nabatäer ihre Unabhängigkeit jedoch nicht, auch wenn eine von den Römern geprägte Siegesmünze solches suggerierte und Pompeius bei seinem Triumphzug 61 v. Chr. die Unterwerfung des Nabatäerkönigs Aretas III. ausrufen ließ.
Aretas nannte sich selbst „Philhellenos“, der Griechenfreund, und ließ nach ptolemäischem Vorbild als erster nabatäischer König Münzen prägen, deren Beschriftung allerdings griechisch war. Die Münzstätte war zunächst das neu eroberte Damaskus, später vermutlich Petra. Er gründete die Stadt Auara, die heute Humeima heißt, und errichtete in Bostra (heute Bosra) eine Wachstation am Karawanenweg nach Damaskus, aus der später die Hauptstadt des Nabatäerreiches entstand. In seine Regierungszeit verortet die Archäologie das Aufkommen bemalter Keramik bei den Nabatäern.